# Podensac
Podensac é uma comuna francesa na região administrativa da Nova Aquitânia, no departamento da Gironda. Estende-se por uma área de 8,34 km². Em 2010 a comuna tinha 3 236 habitantes (densidade: 388 hab./km²).